# Нове-Място-над-Пилицею (гміна)
Гміна Нове-Място-над-Пилицею (пол. Gmina Nowe Miasto nad Pilicą) — місько-сільська гміна у центральній Польщі. Належить до Груєцького повіту Мазовецького воєводства.
Станом на 31 грудня 2011 у гміні проживало 8286 осіб.

## Площа
Згідно з даними за 2007 рік площа гміни становила 158.47 км², у тому числі:
- орні землі: 65.00%
- ліси: 22.00%

Таким чином, площа гміни становить 11.46% площі повіту.

## Населення
Станом на 31 грудня 2011:
| Опис     | Загалом | Загалом | Чоловіки | Чоловіки | Жінки | Жінки |
| -------- | ------- | ------- | -------- | -------- | ----- | ----- |
| одиниця  | осіб    | %       | осіб     | %        | осіб  | %     |
| все      | 8286    | 100     | 4042     | 48.78    | 4244  | 51.22 |
| міське   | 4022    | 100     | 1893     | 47.07    | 2129  | 52.93 |
| сільське | 4264    | 100     | 2149     | 50.40    | 2115  | 49.60 |

## Сусідні гміни
Гміна Нове-Място-над-Пилицею межує з такими гмінами: Висьмежиці, Жечиця, Кльвув, Моґельниця, Одживул, Пошвентне, Садковіце, Цельондз.